# 樊梨花
樊梨花是中国文学作品中的虚构人物，系唐朝初年的一名女將。薛丁山之妻、薛剛之母。

## 簡介
樊梨花本是西凉国女将，寒江关守将樊洪之女，由於愛上唐朝大將薛仁貴之子薛丁山，反而幫助薛丁山征討西涼，甚至成為大唐討西大元帥，建功立業。但由于拋棄了未婚夫楊藩，後楊藩陣亡时，發毒誓定在來生復仇。
楊藩轉世為薛丁山與樊梨花之子，即薛剛。由于薛剛飲酒大鬧上元節京師花燈會，使出巡的七皇子受到惊吓、不慎摔死。唐高宗見状，也心悸而駕崩，故薛剛犯下弑君大罪，律為滅族。武則天下令將薛剛一家，包括祖母柳夫人、父親薛丁山、夫人竇金童、陳金定在內，一家三百人全部夷族殺死。薛剛逃脫；而樊梨花本要在刑場施法救走大家，卻被驪山老母直接帶走，因而未遂。武則天把薛家一門的屍骨全部埋在一起，以鐵漿封死作為羞辱，稱為「鐵丘墳」。後來樊梨花間接協助其子薛剛起義，反對武則天，报仇除奸，復興李唐，並打破「鐵丘墳」，將一家老小重新安葬。她並勸薛剛行善修道，遠離功名，以消解來自楊藩那一世因復仇而來的因果業障。薛剛領悟，潛心修性，最後終於解開與樊梨花之間的宿業糾葛。
樊梨花在正史中并无记载，其最早出现于清朝乾隆年间如莲居士所作的《说唐三传》，即《异说后唐三集薛丁山征西樊梨花全传》，亦称《征西全传》，该书讲述了樊梨花与薛丁山的爱情故事。
后大量中国戏曲作品中出现了樊梨花这个艺术形象，如京剧《马上缘》、评剧《三赶樊梨花》、豫剧《樊梨花》、粵劇《紮腳樊梨花》等，不胜枚举；电视剧方面，有台湾民視電視劇《移山倒海樊梨花》（孫翠鳳 饰演）、香港無綫電視劇《烽火奇遇结良缘》（宣萱 饰演），及中国大陆电视剧《大唐女将樊梨花》《隋唐英雄4》（分别由秦岚 、孙耀琦饰演）。